# 太陽の中の恋 (ベイ・シティ・ローラーズの曲)
「太陽の中の恋」（たいようのなかのこい、Summerlove Sensation）は、ベイ・シティ・ローラーズのオリジナル曲。1974年のアルバム『エジンバラの騎士』に収録され、同年にシングルとしてもリリースされた。全英シングルチャートでは、最高3位まで上昇した。

## チャート
| チャート（1974年）  | 最高位 |
| ------------------- | ------ |
| UK シングルス (OCC) | 3      |

## シルヴィ・ヴァルタンのフランス語による歌唱
この曲はその後、フランス語の歌詞が「Petit rainbow」として書かれた。こちらのバージョンは、シルヴィ・ヴァルタンが1977年に録音し、シングルとしてリリースされた。彼女のバージョンは、フランスでは、1週間だけシングル売上チャートの首位に立った（1977年10月7日-13日）。

### トラックリスト
7インチ・シングル（1977年、フランスほか）
A. "Petit rainbow" (3:33)
B. "Bla bla bla" (2:46)

### チャート
| チャート（1977年）    | 最高位 |
| --------------------- | ------ |
| フランス シングル売上 | 1      |